# Ellas son... la alegría del hogar
Ellas son... la alegría del hogar es una serie de televisión mexicana, producida, dirigida y protagonizada por Eugenio Derbez de la mano de Televisa. además de Elías Solorio, Carolina Rivera , Anahí López y Eduardo Ruiz son los responsables del libreto y han trabajado en películas como Todo el poder, Niñas mal y Amar te duele. Consta de 13 capítulos en formato de Alta Definición (HD) y se estrenó el 10 de enero de 2010 y concluyó el 25 de abril de 2010 por el Canal One de Cablevisión. Se estrenó por televisión abierta por El Canal de las Estrellas de Televisa el 10 de enero de 2010 al 25 de abril de 2010. Esta serie es uno de los conceptos originales que incluye Grupo Televisa en su programación. La serie se desarrolla en torno a las vivencias de las empleadas domésticas. Internacionalmente se estrenó en Venezuela los viernes a las 8pm por Venevisión y en Bolivia fue estrenada en el canal Red Uno en la República Dominicana a través de Telemicro Canal 5 los sábados a las 11am y en Estados Unidos los viernes a las 10pm/9pm centro por Univision, después la serie fue trasladada a los domingos a las 12am/11pm centro por la misma cadena.
“Las empleadas domésticas son tan imprescindibles en la casa, que sería imposible coexistir sin ellas”
El piloto de la serie estadounidense Devious Maids (Criadas y Malvadas) se basa en esta serie mexicana.

## Sinopsis
La historia comienza cuando los vecinos del condominio Privada de Agua planean construir una alberca, hasta que uno de los ingenieros de la construcción halla un maletín que rompe con la tranquilidad. En ella sobresalen las historias de cinco empleadas domésticas, las cuales ayudarán a resolver el caso de un posible asesinato y quienes mueven la trama en una serie de eventos donde "Mundo", el portero mudo (Derbez), es el único testigo de todo lo que pasa y el que presenció la muerte de un "desconocido".

## Reparto
- Eugenio Derbez como Edmundo "Mundo" Martínez: portero mudo y el único testigo de todo lo que pasa.
- Jesús Ochoa como la voz de Mundo.
- Arcelia Ramírez como Silvia, trabajadora del hogar del Sr. Gunther
- Vanessa Bauche como Carmela, trabajadora de los Ramírez.
- Maya Zapata como Adela, trabajadora de Elena.
- Gustavo Sánchez Parra como Román, novio de Silvia.
- Zaide Silvia Gutiérrez como Guillermina "Guille" Martínez, trabajadora de los Saldaña.
- Danny Perea como Maribel, trabajadora de los Ramírez.
- Mario Iván Martínez como Sr. Gunther Schneider.
- Humberto Elizondo como Sr. Ramírez.
- Arlette Pacheco como Irene Ramírez.
- Sylvia Eugenia Derbez como la Srta. Conde, enfermera de Aurora.
- Pablo Perroni como Comandante Jorge Negrete.
- Eduardo Victoria como Joaquín Saldaña.
- Adriana Cuevas como Cristina Saldaña.
- Lorena San Martín como Elena, mamá de Valentina.
- Ilean Almaguer como Valentina, hija de Elena.
- Alfonso Dosal como Rodrigo, hijo de los Ramírez.
- Aislinn Derbez como Vanessa, novia de Rodrigo.
- Zaneta Seilerova como Petra, vecina de la privada.
- Roberto Escudero como Pancho, esposo de Guille.
- Ximena Orozco como hija de los Saldaña.
- Diego Rendón como hijo de los Saldaña.
- Lenny Zundel como Damián, novio de Adela / Elena.
- Geraldine Galván como Dayana, hija de Guille y Pancho.
- Luis Fernando Peña como Hilario, hermano de Carmela.
- Macaria como vecina de la privada.
- Adalberto Parra como Pepe, primo de Aurora.
- Enrique Arreola como papá de kike.
- Christian Uribe como Manuel, exnovio de Maribel.
- Arturo Muñoz como Godinez.
- Liza Willert como vecina.
- Darío T. Pie como Víctor Ríodulce.
- Verónica Falcón como Aurora, esposa de Gunther.
- Alejandro Felipe como Kike, hijo de Adela.
- María José Mariscal como Ernestina "Tina" Martínez: Hija de Mundo.

## Episodios
- Anexo:Episodios de Ellas son... la alegría del hogar

## Versiones
- Devious Maids, una versión estadounidense coproducida entre ABC Studios y Televisa, se emite en Estados Unidos y México a través del canal Lifetime.
- Hizmetçiler, una versión turco coproducida entre Fabrika Yapım, se emite en Turquía a través del canal Kanal D.